# Mathurin Le Petit
Pour les articles homonymes, voir Maturin et Le Petit.
Mathurin Le Petit ou Maturin Le Petit, né à Vannes le 2 février 1693 et mort le 13 octobre 1739, est un prêtre jésuite missionnaire français. 
Mathurin Le Petit est formé chez les Jésuites de Vannes, de Blois, puis de Paris. Il est envoyé en mission chez les Choctaws, dans la vallée du Mississippi, en 1726 et remplace en 1727 à La Nouvelle-Orléans le supérieur jésuite de la colonie et des missions de Louisiane Nicolas-Ignace de Beaubois (en) qui doit rentrer en France, ; en 1730, il est envoyé en mission auprès des Natchez dans la même région. 
La relation de sa mission, où il donne des renseignements concernant la religion, le gouvernement et les cérémonies des Natchez et où il relate leur révolte, est publiée en 1731 à Paris dans le volume 20 des Lettres édifiantes et curieuses, écrites des Missions étrangères, par quelques missionnaires de la Compagnie de Jésus, sous le titre Lettre du père Le Petit, 12 juillet 1730, sur les sauvages du Mississippi, et en particulier les Natchez, et relation de leur entreprise sur la colonie française en 1729.
Il écrit au sujet des Natchez que « le soleil est le principal objet de vénération de ces gens » et qu'« ils ne peuvent concevoir rien qui puisse être au-dessus de ce corps céleste » ; il est frappé, comme les autres observateurs français, par la présence, à la tête des Natchez, d’un chef nommé le Grand Soleil ; les Français étaient fascinés par les récits des Natchez car ils étaient eux-mêmes gouvernés par le Roi Soleil, Louis XIV,.